# ویلیام کانینگتون
ویلیام کانینگتون (انگلیسی: William Cunnington‏؛ ۱۷۵۴ – ۳۱ دسامبر ۱۸۱۰) انسان‌شناس، عتیقه‌شناس، و باستان‌شناس اهل بریتانیا بود. وی تاجری خودساخته بود که به منظر باستان‌شناختی منطقهٔ زندگی خود در ویلتشر علاقه‌مند شد. برخلاف غالب عتیقه‌شناسان معاصر خود، کانینگتون دریافت که برای شناخت صحیح آثار باستانی باید کاوش‌هایی روش‌مند و علمی انجام داد و هر قدم از اقدامات را با دقت مستندسازی کرد. وی کاوش‌هایش را در حدود سال ۱۷۹۸ آغاز کرد. وی در پژوهش و ثبت ۳۷۹ گورتپهٔ باستانی (گورپشته) در ویلتشر انگلستان، که بیشتر در دشت سالزبری واقع بودند، با ریچارد هور همکاری کرد. یافته‌های آنان در کتاب هور با عنوان تاریخ ویلتشر (۱۸۱۲–۱۸۲۱) آمده‌است. مجموعهٔ آثار عتیقهٔ او اکنون در موز دیوایزیز در ویلتشر نگهداری می‌شود.